# Happy Mail
Happy Mail (ハッピーメール?, Happi meru) è un film del 2018 diretto da Haruo Inoue.

## Trama
Due ragazzi e due ragazze, accomunati soltanto dall'essere sfortunati in amore, ricevono un messaggio – una vera e propria "mail felice", da cui il titolo del film – da un sito di appuntamenti, che sostiene di avere trovato la loro anima gemella. Dopo un iniziale tentennamento, ognuno decide di accettare, non sapendo che la sua strada presto si sarebbe intrecciata anche con quella degli altri tre.

## Distribuzione
In Giappone la pellicola è stata distribuita a livello nazionale dalla Pal Entertainment, a partire dal 25 agosto 2018.